# Mecânica estatística
A mecânica estatística (ou física estatística) é o ramo da física que, utilizando a teoria das probabilidades, estuda o comportamento de sistemas mecânicos macroscópicos compostos por um elevado número de entidades constituintes microscópicas a partir do comportamento destas entidades, quando seus estados são incertos ou indefinidos. Os constituintes podem ser átomos, moléculas, íons, entre outros. É uma teoria que relaciona um nível de descrição macroscópico (Termodinâmica) com um nível microscópico (Mecânica).
O estudo de todos os microestados destes sistemas em toda a sua complexidade é pouco prático ou mesmo inviável. Para contornar essa dificuldade, a mecânica estatística usa um conjunto de cálculos probabilísticos para a ocorrência dos diferentes microestados e atribuir uma série de vínculos matemáticos, como a hipótese de ergodicidade.
A mecânica estatística é usada para explicar, por exemplo, o funcionamento termodinâmico de grandes sistemas, sendo chamada então de termodinâmica estatística ou mecânica estatística de equilíbrio. Leis mecânicas microscópicas não contêm conceitos tais como a temperatura, o calor, ou a entropia. No entanto, a mecânica estatística mostra como esses conceitos surgem da incerteza natural sobre o estado de um sistema quando esse sistema é preparado na prática. A vantagem de usar a mecânica estatística é que ela fornece métodos exatos para relacionar grandezas termodinâmicas (tais como a capacidade térmica) para comportamento microscópico, enquanto que na termodinâmica clássica a única opção disponível seria apenas medir e tabular tais quantidades para vários materiais. A mecânica estatística também torna possível estender as leis da termodinâmica para casos que não são considerados na termodinâmica clássica, tais como sistemas microscópicos e outros sistemas mecânicos com poucos Graus de liberdade.
A mecânica estatística também encontra uso fora do equilíbrio. Outra importante divisão é conhecida como mecânica estatística do não-equilíbrio, que lida com a questão de modelar microscopicamente a velocidade de processos irreversíveis que são movidos por desequilíbrios. Exemplos de tais processos incluem reações químicas ou fluxos de partículas e de calor. Ao contrário de com o equilíbrio, não há formalismo exato que se aplique a mecânica estatística do não-equilíbrio em geral, e por isso este ramo da mecânica estatística continua a ser uma área ativa de pesquisa teórica.

## Histórico
Em 1738, o físico e matemático suíço Daniel Bernoulli publica seu livro Hydrodynamica, que lançou as bases para a teoria cinética dos gases. Neste trabalho, Bernoulli postulou o argumento, ainda em uso hoje em dia, que os gases consistem de um grande número de moléculas que se movem em todas as direções, que o impacto delas sobre uma superfície causa a pressão e que a temperatura do gás está relacionada à energia cinética dessas moléculas.
Em 1859, depois de ler um artigo de Rudolf Clausius sobre a difusão de moléculas, o físico escocês James Clerk Maxwell formulou a distribuição de Maxwell de velocidades moleculares. Esta foi a primeira lei estatística em física. Cinco anos mais tarde, em 1864, Ludwig Boltzmann, então um jovem estudante em Viena, conhece a pesquisa de Maxwell e passa grande parte de sua vida desenvolvendo o assunto ainda mais.
A mecânica estatística foi iniciada na década de 1870 com os trabalhos de Boltzmann, com grande parte dele sendo publicado em 1896, na obra “Palestras sobre Teoria dos Gases”. Os artigos originais de Boltzmann sobre a interpretação estatística da termodinâmica, o teorema H, teoria de transporte, o equilíbrio térmico, a equação de estado de gases e assuntos semelhantes, ocupam cerca de 2 000 páginas no acervo da Academia de Viena e outras sociedades. Boltzmann introduziu o conceito de um conjunto canônico estatístico de equilíbrio e também pesquisou pela primeira vez a mecânica estatística do não-equilíbrio, com seu teorema H.
Pode-se dizer que a mecânica estatística nasceu dos trabalhos de Maxwell e Boltzmann. Dos estudos sobre as partículas constituintes dos gases (átomos e moléculas) e dos níveis de energia resultou uma grande quantidade de informações sobre as grandezas macroscópicas baseadas somente nas grandezas microscópicas médias.
O termo "mecânica estatística" foi cunhado pelo físico matemático americano J. Willard Gibbs em 1884. Pouco antes de sua morte, Gibbs publica em 1902 seu livro “Princípios Elementares em Mecânica Estatística”, formalizando a mecânica estatística como uma abordagem geral para atender todos os sistemas mecânicos - macroscópicas e microscópicas, gasosos ou não-gasosos. Os métodos de Gibbs foram inicialmente derivados no quadro da mecânica clássica, no entanto, eles foram de tal generalidade que se adaptaram facilmente à mecânica quântica e ainda hoje formam a base da mecânica estatística.

## Princípios
Na física, existem dois tipos de mecânica normalmente examinados: a mecânica clássica e mecânica quântica. Para ambos os tipos de mecânica, a abordagem matemática padrão é considerar dois ingredientes:
1. O estado completo do sistema mecânico em um determinado momento, matematicamente codificada como um ponto de fase (mecânica clássica) ou um vetor de estado quântico puro (mecânica quântica).
2. Uma equação de movimento que leva o estado a frente no tempo: equações de Hamilton (mecânica clássica) ou a equação de Schrödinger dependente do tempo (mecânica quântica)

Usando estes dois ingredientes, o estado em qualquer outro momento, passado ou futuro, pode, em princípio, ser calculado. Há, porém, uma desconexão entre essas leis e a experiência prática, não sendo necessário, nem teoricamente possível, saber com exatidão a um nível microscópico a posição e a velocidade de cada molécula durante a realização de processos na escala humana, por exemplo, quando se realiza uma reação química. A mecânica estatística preenche essa desconexão entre as leis da mecânica e da experiência prática do conhecimento incompleto, adicionando alguma incerteza sobre qual estado o sistema está inserido, por meio da probabilidade.
Enquanto a mecânica clássica considera apenas o comportamento de um único estado, a mecânica estatística introduz o conceito de ensemble estatístico, que é uma grande coleção de cópias do sistema, virtuais e independentes, em vários estados. O ensemble estatístico é uma distribuição de probabilidade sobre todos os possíveis estados do sistema. Na mecânica estatística clássica, o ensemble é uma distribuição de probabilidade sobre pontos de fases (em oposição a um único ponto de fase na mecânica tradicional), normalmente representado como uma distribuição num espaço de fase com coordenadas canônicas. Em mecânica estatística quântica, o ensemble é uma distribuição de probabilidade sobre estados puros, e pode ser resumido como uma matriz densidade.
O ensemble pode ser interpretado de duas maneiras:
1. Um ensemble pode ser considerado como a representação dos vários estados possíveis que um único sistema pode estar (probabilidade epistemológica), ou
2. Os membros do ensemble podem ser entendidos como os estados dos sistemas em experiências repetidas em sistemas independentes, que foram preparados de um modo semelhante, mas imperfeitamente controlado (probabilidade empírica), no limite de um número infinito de ensaios

Estes dois entendimentos são equivalentes para fins diversos, e serão utilizados de maneira intercambiável neste artigo.
Em qualquer modo que a probabilidade é interpretada, cada estado no ensemble evolui ao longo do tempo de acordo com a equação de movimento. Assim, o próprio ensemble (a distribuição de probabilidade sobre estados) também evolui, com os sistemas virtuais do ensemble continuamente deixando um estado e entrando em outro. A evolução do ensemble é dada pela equação de Liouville (mecânica clássica) ou a equação de von Neumann (mecânica quântica). Estas equações são derivadas pela aplicação da equação de movimento mecânico separadamente para cada sistema virtual contido no ensemble, com a probabilidade do sistema virtual ser conservado ao longo do tempo à medida que evolui de estado para estado.
Uma classe especial de ensemble trata daqueles que não evoluem ao longo do tempo. Esses ensembles são conhecidos como ensembles de equilíbrio e a sua condição é conhecida como equilíbrio estatístico. O equilíbrio estatístico ocorre se, para cada estado no ensemble, o ensemble também contém todos os seus estados futuros e passados com probabilidades iguais à probabilidade de estar nesse estado. O estudo dos ensembles de equilíbrio de sistemas isolados é o foco da termodinâmica estatística. A mecânica estatística do não-equilíbrio aborda o caso mais geral de conjuntos que mudam ao longo do tempo, e/ou conjuntos de sistemas não-isolados.

## Propriedades
A propriedade central da mecânica estatística é a utilização de métodos estatísticos para a formulação de uma teoria cinética para átomos e moléculas, com o intuito de explicar as propriedades deles em um nível macroscópico da natureza.
Um teorema chave é o valor médio da energia cinética das moléculas de um gás a uma certa temperatura {\displaystyle T,} que é calculado como
A distribuição de Boltzmann é um resultado muito conhecido na física, que relaciona a Termodinâmica com a Mecânica Estatística. Por exemplo: a distribuição de moléculas na atmosfera - desconsiderando ventos e que se encontra em equilíbrio térmico a uma temperatura {\displaystyle T.}
Supondo que {\displaystyle N} é o número de moléculas total em um volume {\displaystyle V} de um gás à pressão {\displaystyle P,} então tem-se que:
{\displaystyle PV=NRT,} ou {\displaystyle P=nk_{B}T,} sendo {\displaystyle n={\frac {N}{V}}} o número de moléculas por unidade de volume. A temperatura sendo uma constante, a sua pressão será proporcional à sua densidade.

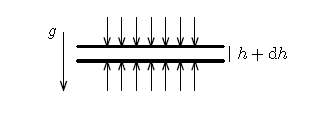
A pressão sobre uma camada deve ser tal a balancear o peso.

A variação de densidade em função da altitude se dá ao tomar-se uma unidade de área com altura {\displaystyle h;} sua força vertical será a força sobre a área sendo representado por {\displaystyle P} (pressão).
Em um sistema em equilíbrio, suas forças nas moléculas deverão ser balanceadas ou nulas sendo {\displaystyle h+dh} a pressão feita na área inferior da camada que deve superar a pressão sobre a área de cima da camada assim balanceando com o peso.
Sendo {\displaystyle mg} a força da gravidade em cada molécula, {\displaystyle ndh} é o número total das moléculas em cada área. Com todas essas informações obtém-se a equação diferencial que representa o equilíbrio
{\displaystyle P_{h}+dh-P_{h}=dP=-mgndh}
Assim, sendo  {\displaystyle P=nk_{B}T} e também {\displaystyle T} constantes , elimina-se {\displaystyle P} e resta a equação para {\displaystyle n}
{\displaystyle {\frac {dn}{dh}}={mg}{k_{B}T}n}
Tem-se a variação da densidade em função da altura na atmosfera do exemplo:
{\displaystyle n=n_{0}e^{-mgh/k_{B}T},} sendo {\displaystyle n_{0}} a densidade em relação à {\displaystyle h=0}

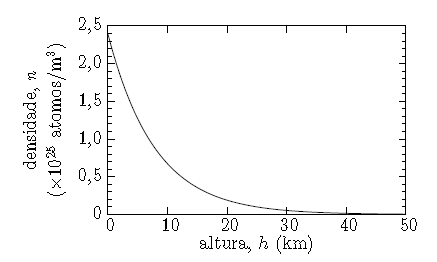
Densidade de átomos n em função da altura h

O numerador do expoente da equação anterior representa a energia potencial para cada átomo, sendo sua densidade em cada ponto igual a
{\displaystyle e^{-\in /k_{B}T}}
Sendo que {\displaystyle \in } é a energia potencial de cada átomo.
Supondo que haja diversas forças em atuação nos átomos, sendo elas carregadas e estejam sob forte influência de um campo elétrico ou haja atração entre elas.
Havendo um tipo apenas de molécula, a força em uma porção de gás será a força sobre uma molécula {\displaystyle \times } o número de moléculas nessa mesma porção, sendo que a força age na direção {\displaystyle x.} Semelhante em sua forma do problema da atmosfera, tomando dois planos paralelos no gás apenas separados por uma distância representada por {\displaystyle dx,} então a força sobre cada átomo multiplicada pela densidade {\displaystyle n} e por {\displaystyle dx} deve ser balanceada pela diferença de pressão, ou seja,
{\displaystyle Fndx=dP=k_{b}T\;dn}
sendo {\displaystyle dW=-Fdx}  o trabalho feito sobre uma molécula ao transportá-la de {\displaystyle x} até {\displaystyle x+dx,} seu trabalho é igual à diferença de energia potencial (ao quadrado) {\displaystyle U} assim,
{\displaystyle dU=-Fdx}
Obtém-se da equação de força anterior:
{\displaystyle {\frac {dn}{n}}=-{\frac {dU}{k_{B}T}}}
Resultando em
{\displaystyle n=n_{0}e^{-U/k_{B}T}}
Sendo {\displaystyle U} a variação de energia do estado final e inicial.
Esta última expressão é tratada como sendo a Lei de Boltzmann e pode ser interpretada da seguinte forma:
A probabilidade de encontrar moléculas em uma dada configuração espacial é tanto menor quanto maior for a energia dessa configuração a uma dada temperatura.
Tal probabilidade diminui exponencialmente com a energia dividida por {\displaystyle k_{B}T.}

## Mecânica estatística de equilíbrio
A mecânica estatística de equilíbrio, também chamada de termodinâmica estatística, tem como objetivo derivar os princípios da termodinâmica clássica dos materiais a partir de suas partículas constituintes e a interação entre elas. Ou seja, a mecânica estatística de equilíbrio relaciona as propriedades macroscópicas dos materiais em equilíbrio termodinâmico com os comportamentos microscópicos ocorrendo dentro do material. Porém, enquanto a mecânica estatística envolve dinâmica, na termodinâmica estatística há o equilíbrio estatístico, ou estado estável. Isso não significa que as partículas não se movam (equilíbrio mecânico), mas sim que o ensemble não está evoluindo.

### Postulado de igual probabilidade a priori
Uma condição suficiente (mas não necessária) para o equilíbrio estatístico com um sistema isolado é que a distribuição de probabilidade seja uma função somente de propriedades conservadas (energia total, o número de partículas totais, etc.). Existem muitos conjuntos de equilíbrio diferentes que podem ser considerados, e apenas alguns deles correspondem à termodinâmica. Postulados adicionais são necessários para dizer porque o conjunto para um determinado sistema deve ser de uma forma ou de outra.
Uma abordagem comum encontrada em muitos livros didáticos é usar o postulado de igual probabilidade a priori. Esse postulado diz que
"Para um sistema isolado com uma energia conhecida com exatidão e a composição exatamente conhecida, o sistema pode ser encontrado com igual probabilidade em qualquer microestado consistente com tal conhecimento."
Portanto, o postulado de igual probabilidade a priori proporciona a base para o conjunto microcanônico descrito abaixo. Há vários argumentos a favor do postulado de igual probabilidade a priori:
- Hipótese ergódica: Um estado ergódico é aquele que evolui ao longo do tempo para explorar "todos estados acessíveis": todos aqueles com a mesma energia e composição. Em um sistema ergódico, o conjunto microcanônico é o único conjunto de equilíbrio possível com energia fixa. Esta abordagem tem aplicabilidade limitada, uma vez que a maioria dos sistemas não são ergódicos.
- Princípio da indiferença: Na ausência de quaisquer outras informações, só podemos atribuir probabilidades iguais para cada situação compatível.
- Entropia máxima: Uma versão mais elaborada do princípio da indiferença afirma que o conjunto correto é o conjunto que é compatível com a informação conhecida e que tem a maior entropia de Gibbs.

Outros postulados fundamentais para a mecânica estatística também foram propostos.

### Ensembles ou conjuntos
Existem três ensembles de equilíbrio com uma forma simples, que podem ser definidos para qualquer sistema isolado delimitado dentro de um volume finito. Estes são os conjuntos mais frequentemente discutidos em termodinâmica estatística. No limite macroscópico, todos eles correspondem a termodinâmica clássica.

#### Ensemble microcanônico
Um conjunto microcanônico é um conjunto de réplicas de microssistemas identicamente preparados. Descreve um sistema com energia precisamente determinada e composição fixa (número preciso de partículas). Cada réplica tem os mesmos possíveis valores de massa(m), volume(V) e energia (E), mas cada uma pode evoluir diferentemente através do espaço de configurações. No conjunto microcanônico não há troca de calor entre o sistema e o exterior e o número de partículas é fixo. O conjunto microcanônico contém com igual probabilidade cada estado possível que é consistente com essa energia e composição.

#### Ensemble canônico
Semelhantemente, um conjunto canônico é um conjunto de réplicas de um sistema, identicamente preparados, onde cada um tem valores definidos de massa(m), volume(V) e temperatura(T). Descreve um sistema de composição fixa que se encontra em equilíbrio térmico com um banho de calor de uma temperatura precisa, ou seja, no conjunto canônico o número de partículas é fixo, mas o sistema troca calor com o ambiente. O conjunto canônico contém estados de variação de energia, mas composição idêntica; os diferentes estados no conjunto possuem diferentes probabilidades, dependendo de sua energia total.

#### Ensemble grande canônico
Descreve um sistema com a composição não fixada (número de partículas incerto) que está em equilíbrio térmico e químico com um reservatório termodinâmico. Assim, no conjunto grão-canônico o sistema pode trocar calor e partículas, ou seja, o número de partículas pode variar. O reservatório tem uma temperatura precisa, e os potenciais químicos precisos para diversos tipos de partículas. O ensemble grão-canônico contém estados de variação de energia e número variado de partículas; os diferentes estados no conjunto possuem diferentes probabilidades, dependendo de sua energia total e número de partículas totais.
Para sistemas contendo muitas partículas (o limite termodinâmico), todos os três conjuntos listados acima tendem a ter um comportamento idêntico. Nesse caso, a escolha do conjunto é simplesmente uma questão de conveniência matemática.
Casos importantes onde os conjuntos termodinâmicos não dão resultados idênticos incluem:
- Sistemas microscópicos;
- Grandes sistemas em fase de transição;
- Grandes sistemas com interações de longo alcance.

Nestes casos, o conjunto termodinâmico deve ser escolhido corretamente, pois existem diferenças observáveis entre estes conjuntos não apenas no tamanho das flutuações, mas também em quantidades médias, tais como a distribuição de partículas. O conjunto correto é o que corresponde à maneira como o sistema foi preparado e caracterizado, em outras palavras, o conjunto que reflete o conhecimento sobre esse sistema.
|                               | Ensembles termodinâmicos                               | Ensembles termodinâmicos                                                     | Ensembles termodinâmicos                                                                                   |
| Microcanônico                 | Canônico                                               | Grão-canônico                                                                | |
| ----------------------------- | ------------------------------------------------------ | ---------------------------------------------------------------------------- | --- |
| Variáveis fixas               | N, E, V                                                | N, T, V                                                                      | μ, T, V |
| Características microscópicas | - Número de microestados - {\displaystyle W}           | - Função de partição canônica - {\displaystyle Z=\sum _{k}e^{-E_{k}/k_{B}T}} | - Função de partição grão-canônica - {\displaystyle {\mathcal {Z}}=\sum _{k}e^{-(E_{k}-\mu N_{k})/k_{B}T}} |
| Função macroscópica           | - Entropia de Boltzmann - {\displaystyle S=k_{B}\ln W} | - Energia livre de Helmholtz - {\displaystyle F=-k_{B}T\ln Z}                | - Grande potencial - {\displaystyle \Omega =-k_{B}T\ln {\mathcal {Z}}}                                     |

### Métodos de cálculo
Uma vez calculada a função de estado característica para um conjunto e sistema determinados, é possível “resolver” o sistema, ou seja, extrair dados macroscópicos observáveis. No entanto, calcular a função de estado característico de um conjunto termodinâmica não é necessariamente uma tarefa simples, pois envolve considerar todos os estados possíveis do sistema. Enquanto alguns sistemas hipotéticos foram resolvidos, em geral os casos são muito complexos para uma solução exata. Existem várias abordagens para se aproximar do verdadeiro conjunto e permitir o cálculo das quantidades médias.

#### Exato
Existem alguns casos que permitem soluções exatas. Para sistemas microscópicos muito pequenos, os conjuntos podem ser diretamente calculados simplesmente ao enumerar todos os estados possíveis do sistema (usando diagonalização exata na mecânica quântica, ou integral sobre todo o espaço de fase na mecânica clássica).
Alguns sistemas grandes consistem em muitos sistemas microscópicos separáveis, e cada um dos subsistemas pode ser analisado de forma independente. Notavelmente, gases ideais de partículas que não interagem têm essa propriedade, permitindo derivações exatas das estatísticas de Maxwell-Boltzmann, de Fermi-Dirac e de Bose-Einstein.
Alguns sistemas grandes com interação foram resolvidos. Alguns exemplos incluem o ansatz de Bethe, modelo de Ising na rede quadrada em campo zero, e o modelo de hexágono duro.

#### Monte Carlo
Uma abordagem aproximada que é particularmente bem adaptada para computadores é o método de Monte Carlo, que examina apenas alguns dos possíveis estados do sistema, com os estados escolhidos aleatoriamente (com um peso justo). Se esses estados formarem uma amostra representativa de todo o conjunto de estados do sistema, a função característica aproximada é obtida. Com mais e mais amostras aleatórias incluídas, os erros são reduzidos a um nível arbitrariamente baixo.
- O algoritmo de Metropolis-Hastings é um clássico método de Monte Carlo que foi inicialmente utilizado para o conjunto canônico.
- Integração de Monte Carlo, também usado com o conjunto canónico.

#### Outros
- Para gases não ideais rarefeitos, abordagens tais como a expansão de cluster usam a teoria de perturbações para incluir o efeito de interações fracas, levando a uma expansão do virial.
- Para fluidos densos, uma outra abordagem aproximada é baseada em funções de distribuição reduzidas, em particular, a função de distribuição radial.
- Simulações computacionais da dinâmica molecular podem ser usado para calcular médias de conjunto microcanônicos, em sistemas ergódicos. Com a inclusão de uma ligação a um banho de calor estocástica, eles também podem modelar conjuntos canônicos e grão-canônicos.
- Métodos mistos envolvendo resultados da mecânica estatística do não-equilíbrio também podem ser úteis.

## Mecânica estatística de não-equilíbrio
Há muitos fenômenos físicos de interesse que envolvem processos quase-termodinâmicos fora do equilíbrio, por exemplo:
- Transporte de calor pelos movimentos internos em um material, impulsionado por um desequilíbrio de temperatura;
- Correntes elétricas transportadas pelo movimento de cargas em um condutor, impulsionado por um desequilíbrio de tensão;
- Reações químicas espontâneas levadas por uma diminuição da energia livre;
- Fricção, dissipação, decoerência quântica;
- Sistemas de ser bombeado por forças externas (bombeamento óptico, etc.);
- E processos irreversíveis em geral.

Todos estes processos ocorrem ao longo do tempo com uma razão características, e essas são de grande importância para cálculos de engenharia. O campo da mecânica estatística de não-equilíbrio está preocupado com a compreensão destes processos de não equilíbrio no nível microscópico.
A mecânica estatística de não-equilíbrio pode ser matematicamente exata: conjuntos para um sistema isolado evoluem ao longo do tempo de acordo com equações deterministas, tais como a equação de Liouville ou seu equivalente quântico, a equação de von Neumann. Estas equações são o resultado da aplicação das equações mecânicas do movimento de forma independente para cada estado no conjunto. Infelizmente, estas equações de evolução do conjunto herdam muito da complexidade do movimento mecânico subjacente, e as soluções de forma exata são muito difíceis de obter. Além disso, as equações de evolução do conjunto são totalmente reversíveis e não destroem a informação (a entropia Gibbs do conjunto é preservada). A fim de avançar na modelagem de processos irreversíveis, é necessário adicionar ingredientes além da probabilidade e da mecânica reversível.

### Métodos estocásticos
Uma abordagem para a mecânica estatística de não-equilíbrio é incorporar o comportamento estocástico (aleatório) para dentro do sistema. O comportamento estocástico destrói informações contidas no conjunto. Embora isso é tecnicamente impreciso (com exceção de situações hipotéticas que envolvem buracos negros, um sistema não pode, por si só causar perda de informações), a aleatoriedade é adicionada para refletir que informações de interesse se convertem ao longo do tempo em correlações sutis dentro do sistema, ou correlações entre o sistema e o ambiente. Essas correlações aparecem como influências caóticos ou pseudo-aleatórios sobre as variáveis de interesse. Ao substituir essas correlações com aleatoriedade adequada, os cálculos podem ser feitos muito mais facilmente.
Equação de transporte de Boltzmann: Uma forma inicial da mecânica estocástica apareceu antes mesmo de o termo "mecânica estatística" ter sido inventado, em estudos de teoria cinética. James Clerk Maxwell tinha demonstrado que as colisões moleculares levariam ao movimento aparentemente caótico dentro de um gás. Ludwig Boltzmann posteriormente mostrou que, ao tomar esse caos molecular como dado em uma randomização completa, os movimentos das partículas em um gás seguiriam uma equação de transporte de Boltzmann que rapidamente restauraria um gás para um estado de equilíbrio.
A equação de transporte de Boltzmann e abordagens relacionadas são ferramentas importantes na mecânica estatística de não-equilíbrio devido à sua extrema simplicidade. Essas aproximações funcionam bem em sistemas onde a informação "interessante" é imediatamente (depois de apenas uma colisão) misturada em correlações sutis, que essencialmente as restringe para gases rarefeitos. A equação de transporte de Boltzmann é muito útil em simulações de transporte de elétrons em semicondutores levemente dopado (em transistores), onde os elétrons são de fato análogos a um gás rarefeito.
Uma técnica quântica relacionada no tema é a aproximação de fase aleatória.
Hierarquia BBGKY: No caso de líquidos e gases densos, não é válido descartar imediatamente as correlações entre as partículas depois de uma colisão. A hierarquia BBGKY (hierarquia Bogoliubov-Born-Green-Kirkwood-Yvon) dá um método para derivar as equações do tipo Boltzmann, mas também as estendendo para além do caso do gás diluído, para incluir correlações após algumas colisões.
Formalismo de Keldysh (também chamadas de NEGF, ou funções de Green fora do equilíbrio): é uma abordagem quântica para incluir a dinâmica estocástica. Esta abordagem frequentemente é usada em cálculos de transporte quântico eletrônicos.

### Métodos de quase-equilíbrio
Outra classe importante de modelos mecânicos estatísticos de não-equilíbrio lida com sistemas que são apenas muito ligeiramente perturbados do equilíbrio. Com perturbações muito pequenas, a resposta pode ser analisada na teoria de resposta linear. Um resultado notável, tal como formalizado pelo teorema de flutuação-dissipação, é que a resposta de um sistema quando próximo do equilíbrio é precisamente relacionada às flutuações que ocorrem quando o sistema está em equilíbrio total. Essencialmente, um sistema que é pouco longe do equilíbrio - seja por forças externas ou por flutuações - relaxa para o equilíbrio da mesma forma, uma vez que o sistema não pode dizer a diferença ou "saber" como ele veio a ser afastado do equilíbrio.
Essa é uma via indireta para a obtenção de números como a condutividade ôhmica e a condutividade térmica, extraindo os resultados da mecânica estatística de equilíbrio. Considerando que a mecânica estatística de equilíbrio é matematicamente bem definida e (em alguns casos) mais favorável para os cálculos, a conexão de flutuação-dissipação pode ser um atalho conveniente para cálculos em mecânica estatística de quase equilíbrio.
Algumas das ferramentas teóricas utilizadas para fazer esta conexão incluem:
- Teorema de flutuação-dissipação;
- Relações recíprocas de Onsager;
- Relações de Green-Kubo;
- Formalismo de Landauer-Büttiker;
- Formalismo de Mori-Zwanzig.

### Métodos híbridos
Uma abordagem avançada usa uma combinação de métodos estocásticos e teoria de resposta linear. Por exemplo, uma abordagem para calcular os efeitos quânticos de coerência (localização fraca, flutuações de condutância) na condutância de um sistema eletrônico é a utilização das relações de Green-Kubo, com a inclusão de desfasamento estocástico via interações entre vários elétrons utilizando o método de Keldysh.